# Дертка (Житомирская область)
Дертка (укр. Дертка) — село на Украине, основано в 1917 году, находится в Романовском районе Житомирской области.
Население по переписи 2001 года составляет 359 человек. Почтовый индекс — 13037. Телефонный код — 4146. Занимает площадь 1,205 км².

## Адрес местного совета
13033, Житомирская обл., Романовский р-н, пгт Мирополь, ул. Центральная, 38